# Hilde Zadek
Hilde Zadek (Bromberg, entonces Imperio alemán, 15 de diciembre de 1917-Karlsruhe, Alemania, 21 de febrero de 2019) fue una soprano alemana de nacionalidad israelí.

## Biografía
Después de la Primera Guerra Mundial sus padres se mudaron a Stettin en 1920, donde se crio. Siendo judía, se exilió al Mandato Británico de Palestina en 1934, donde trabajó como enfermera en Jerusalén, mientras estudiaba canto con Rose Pauly. 
En Europa, hizo su debut en la ópera en 1947, en la Wiener Staatsoper, en el papel principal de Aída de Verdi, recibiendo una gran aclamación y permaneciendo en el teatro por 20 años. Al año siguiente tuvo su aparición en el Festival de Salzburgo, donde interpretó a Donna Anna en la obra de Mozart, Donna Anna, como Vitelia en La Clemenza di Tito y en el papel principal de Ariadne auf Naxus de Richard Strauss. Su repertorio también incluí: Elisa en Lohengrin de Wagner, Eva en Die Meistersinger von Nürnberg y en los papeles principales Ifigenia en Táuride de Gluck y Tosca de Puccini.
Zadek tomó parte en la premier mundial de Antigonae de Carl Orff en 1949 y cantó en Magda Sorel en la premier local en Viena de The Consul de Menotti en 1950. Apareció en la Ópera Estatal de Múnich y en la Ópera Estatal de Berlín. Fue invitada en la Royal Opera House en Londres (de 1950 a 1953, en los principales papeles en Aída y Tosca, en The Queen of Spades, Leonora en Il Trovatore, Contessa Aimaviva en Le Nozze di figaro), en el Festival de Glyndebourne y en el Festival de Holanda, en la Opera de París, La Monnaie en Bruselas, Teatro La Scala de Milán y Maggio Musicale Fiorentino, el Teatro Bolshoi en Moscú, etc.
Zadek hizo su debut en la Metropolitan Opera en Nueva York como Donna Anna en Don Giovanni el 26 de noviembre de 1952 junto a Donna Anna (cuatro representaciones). En su presentación cantó Eva in Die Meistersinger von Nürnberg (dos representaciones). Elsa en Lohengrin (una representación), el papel principal de Aída (una representación el 14 de enero de 1953), su última representación. Apareció también en la Opera de San Francisco y el Teatro Colón de Buenos Aires. A partir de 1967, estuvo dando clases magistrales en la Academia Musical de Viena hasta 1971 en que se retiró. Su última representación en la Opera Estatal de Viena fue como Gerhilde en Die Walküre el 3 de enero de 1971, retirándose en ese mismo año de la escena musical.
Dejó una notable grabación completa de Donna Anna en Don Giovanni, dirigida por Rudolf Moralt y opuesto a George London. Leopold Simoneau y Sena Jurinac. Falleció a la edad de 100 años el 15 de diciembre de 2017.

### Muerte
Zadek murió en Karlsruhe el 21 de febrero de 2019 a la edad de 101 años. Sobrevivió a su esposo y dos hermanas, Ruth Fast y Edith Rosencrantz.
En 2001 publicó sus memorias Mein Leben. Die Zeit, die ist ein sonderbar' Ding.
Cada dos años se celebra en Viena el concurso vocal que lleva su nombre.

## Discografía
- Mozart, Don Giovanni, Moralt, Léopold Simoneau, Sena Jurinac, Walter Berry, Graziella Sciutti, George London, Hilde Zadek, Ludwig Weber, Eberhard Wächter.
- Mozart: La Clemenza Di Tito, Joseph Keilberth, Gedda, Zadek. 1955.
- Gluck: Iphigenie Auf Taurus, Joseph Keilberth, Zadek, Hermann Prey, Ilse Wallenstein, Nicolai Gedda
- Poulenc: Dialogues des Carmélites, B. Klobucar, Elisabeth Höngen, Hilde Zadek, Christel Goltz, Anneliese Rothenberger, 1961.
- Pizzetti: Assassinio Nella Cattedrale, Herbert von Karajan, Hans Hotter, Walter Kreppel, Christa Ludwig, Paul Schöffler, Anton Dermota, Viena 1957.
- R.Strauss, Elektra, Quennett, Astrid Varnay, Hilde Zadek, Jean Madeira, Dusseldorf, 1964.
- Verdi: Requiem, Karajan, Margarete Klose, Helge Roswaenge, Boris Christoff, Salzburgo 1949.
- Der Rosenkavalier - Richard Strauss (Dir. Clemens Krauss) (Line 1942–1957/2011); (Dir. Artur Rodziński) (Myto 1957/2008)
- Der Zaubertrank - Frank Martin (Dir. Ferenc Fricsay) (Orfeo 1948/2014)
- Der Ring des Polykrates - Erich Wolfgang Korngold (Dir. Hans Swarowsky) (CACD 1949/2014)
- Antigonae - Orff (Dir. Ferenc Fricsay) (CACD 1949/2014)
- Aída - Giuseppe Verdi (Dir. Hans Schmidt-Isserstedt) (Line 1951/2005)
- Ariadne auf Naxos - Richard Strauss (Dir. Joseph Keilberth) (Delta 1954/2006)
- Andrea Chénier -Umberto Giordano (Dir. Rudolf Moralt) (Line 1955–1957/2008)

Sinfónico-Coral
- Messa da Requiem - Verdi (Dir. Herbert von Karajan) (Line 1949/2008)
- Krönungsmesse (KV 317) - Mozart (Dir. Joseph Messner) (Festival Recordings 1949)
- 8. Symphonie - Gustav Mahler (Dir. Eduard Flipse) (Philips 1954); (Dir. Dimitri Mitropoulos) (Orfeo 1960/1999)
- Wesendonck Lieder Richard Wagner (Dir. Heinrich Hollreiser) (Philips 1956)
- 8 Zigeunerlieder op. 103 - Johannes Brahms u. Zigeunermelodien op. 55 - Antonín Dvořák (Géza Frid, Klavier) (Philips)

## Publicaciones
- K.J. Kutsch; L. Riemens: Großes Sängerlexikon. Zweiter Band: M-Z, Bern/Stuttgart 1987, Sp. 3259
- Hilde Zadek: »Die Zeit, die ist ein sonderbar’ Ding«. Mein Leben,  ISBN 3-205-99362-4.
- Christine Dobretsberger: »Was ich liebe, gibt mir Kraft«. Bühnenstars aus Oper und Theater erzählen, Wien u. a. 2015, ISBN 978-3-222-13517-0.
- Barbara von der Lühe: Die Emigration deutschsprachiger Musikschaffender in das britische Mandatsgebiet Palästina. Ihr Beitrag zur Entwicklung des israelischen Rundfunks, der Oper und Musikpädagogik seit 1933, Frankfurt am Main u. a. 1999.